# 田浦町 (熊本県)
田浦町（たのうらまち）は、かつて熊本県の南部（葦北郡）にあった町。
2005年1月1日、隣接する芦北町と新設合併し、新町制による芦北町となったために消滅した。役場は現在、芦北町役場田浦基幹支所となっている。

## 地理
県南部の西側に位置し、不知火海に接していた。

## 歴史
- 1889年4月1日 - 町村制施行により田浦町、田浦村、海浦村、横居木村、波多島村、井牟田村が合併し田浦村として発足。
- 1958年4月1日 - 町制施行し田浦町となる。
- 2005年1月1日 - 芦北町と新設合併し消滅。

## 産業
夏みかん、甘夏みかんの名産地で、旧田浦町産のマルタ印の甘夏蜜柑は全国的なブランドであったが、近年JAの合併により他町村産の甘夏ミカンも同じマルタ印になった為にブランド価値が下がってきている。

## 交通

### 鉄道
- 肥薩おれんじ鉄道
  - 肥薩おれんじ鉄道線
    - 上田浦駅 - 肥後田浦駅 - 海浦駅

### 道路
- 国道3号
  - 道の駅：たのうら
- 熊本県道56号水俣田浦線